# Aichryson praegeri
Aichryson praegeri är en fetbladsväxtart som beskrevs av Kunkel. Aichryson praegeri ingår i släktet Aichryson och familjen fetbladsväxter. Inga underarter finns listade i Catalogue of Life.